# Saint-Loup-Lamairé
Die französische Gemeinde Saint-Loup-Lamairé liegt im Département Deux-Sèvres in der Region Nouvelle-Aquitaine. Sie gehört zum Kanton Le Val de Thouet und hat 1038 Einwohner (Stand 1. Januar 2022).

## Geografie
Saint-Loup-Lamairé liegt im Mittel auf 74 Metern Höhe an Zuflüssen zur Loire (Thouet und Cébron). Die Entfernung nach Poitiers beträgt 70 Kilometer, 30 Kilometer nach Thouars und nach Bressuire sowie 20 Kilometer nach Parthenay.

## Sehenswürdigkeiten
- Das wahrscheinlich von einem Jean oder Amaury de Dercé erbaute Schloss stammt aus dem 17. Jahrhundert (frz.: Château de Saint-Loup-sur-Thouet). Ein Turm davon ist 200 Jahre älter. Das Gebäude ähnelt formal dem Schloss Cheverny. Ein Vorgängerbauwerk soll im XI. Jahrhundert von einem Herrn Drogon errichtet worden sein.
- Stadtmauer umgibt viele historische Gebäude

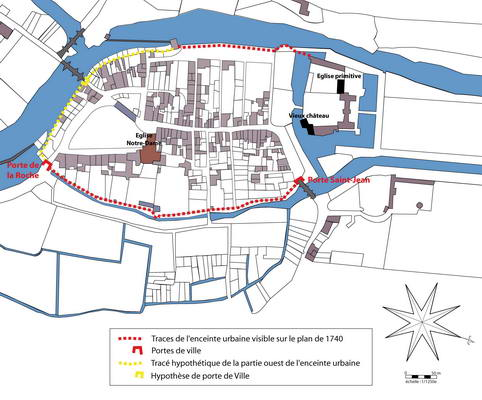
Plan mit den eingezeichneten Resten der Stadtmauer

- Kirche Notre-Dame de l’Assomption